# Parafia Miłosierdzia Bożego w Chociczy
Parafia Miłosierdzia Bożego w Chociczy – parafia rzymskokatolicka, znajdująca się w archidiecezji poznańskiej, w dekanacie nowomiejskim.